# 샌재신토강

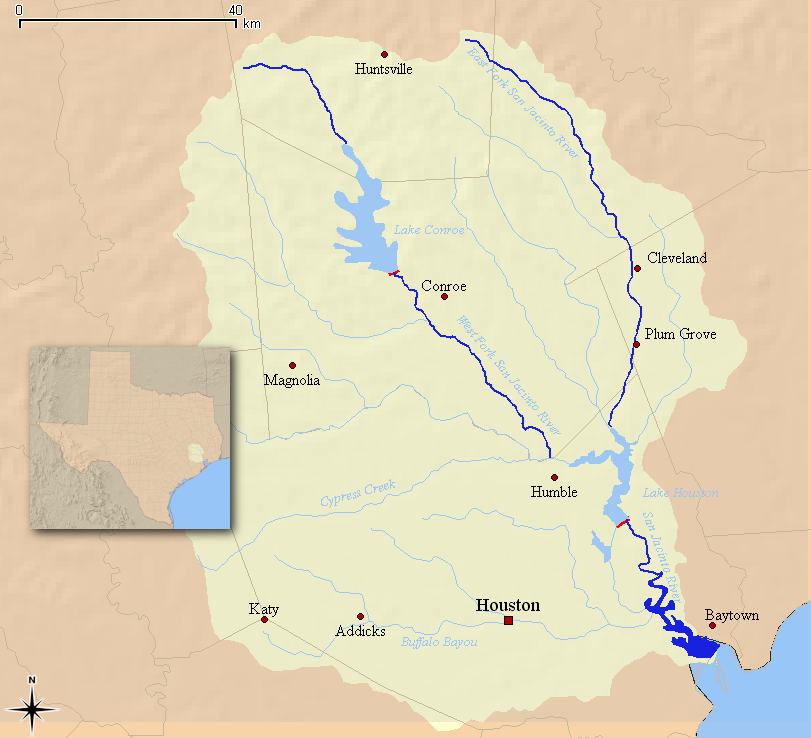
샌 재신토 강의 지도

샌 재신토 강(San Jacinto River)은 미국 텍사스주 해리스 카운티에 있는 휴스턴 호수에서 흘러, 겔베스톤 만으로 흐르는 강이다. 과거에는 카란카와와 아코키사 부족의 고향이었고, 성 히야친트(Saint Hyacinth)의 이름을 따서 ‘산 하신토’(스페인어 발음)라고 이름을 지었다. (샌 재신토는 영어식 발음)

## 개요

### 지리
샌 재신토 강은 두 갈래가 있으며, 단순히 동쪽 줄기, 서쪽 줄기로 알려져 있다. 샌 재신토 강의 서쪽 갈래는 콘로 호로 이르고, 남쪽의 몽고메리 카운티로 흘러가서, 해리스 카운티 북동쪽에서 합류하여 휴스턴 호를 형성한다. 동쪽 갈래는 샘 휴스턴 국유림이 있는 샌 재신토 카운티에서 발원한다. 리빙스턴 호 몇 마일 이내의 지류들은 트리니티 강의 저수지가 된다. 동쪽 갈래는 몽고메리 카운티로 향하다가 리버티 카운티의 클리블랜드로 남쪽으로 흘러가 휴스턴 호수 북쪽 끝에서 만난다. 남쪽으로 계속 흘러 그 강은 버팔로 배이유와 만나고 휴스턴 선박 수로로 흘러간다.

### 역사
샌재신토 전투는 해리스 카운티의 물이 불어난 강 근처에서 1836년 텍사스 혁명기에 일어난 전투이다. 그 결정적인 승리는 텍사스 공화국을 성립하게 하였다. 그 장소는 현재 주립 역사공원이 되었다. 그곳에는 전투기념비인 샌 재신토 기념비가 있고, 그것은 워싱턴 기념비보다 더 높다.

### 환경
이 강은 환경보호국이 텍사스에서 가장 오염된 곳으로 여기고 있으며, 많은 오염물질이 강물과 강바닥에 높은 농도로 있다.